# حساب التفاضل والتكامل من الاختلافات

## معادلة يولر-لاغرانج
العثور على القيم القصوى للعمليات مشابه لإيجاد القيم العظمى والصغرى للمعادلات. الحدود القصوى والدنيا للمعادلة يمكن العثور عليها من خلال إيجاد النقاط حيث تختفي مشتقاتها (أي تساوي الصفر). والحدود القصوى للعمليات يمكن الحصول عليها من خلال إيجاد معادلات مشتقتها تساوي الصفر. وهذا يؤدي إلى حل معادلة يولر-لاغرانج .
انظر في المعادلة :
{\displaystyle J[y]=\int _{x_{1}}^{x_{2}}L[x,y(x),y'(x)]\,dx\,}
حيث ان 
x1, x2 ثوابت
y (x) قابلة للتفاضل مرتين
y ′(x) = dy / dx  ,
L[x, y (x), y ′(x)] قابلة للتقاضل مرتين بالنسبة إلى x,   y,   y ′.
إذا كانت الدالة J[y ] تؤول إلى حد ادنى محلي عند f , و η(x) عبارة عن معادلة تعسفية التي لدبها ما لايقل عن مشتقة واحدة وتختفي عند نقاط النهاية x1 و x2 , ولأي رقم ε قريب من الصفر.
{\displaystyle J[f]\leq J[f+\varepsilon \eta ]\,}
εη هو تغير الدالة f ويعبر عنه δf .. بالتعويض عن f + εη في y في المعادلة J[ y ] , تكون النتيجة
{\displaystyle \Phi (\varepsilon )=J[f+\varepsilon \eta ]\,}
بما ان المعادلة J[ y ] لها حد ادنى عند y = f , و الدالة Φ(ε) لها حد ادنى عند ε = 0 فبالتالي
{\displaystyle \Phi '(0)\equiv \left.{\frac {d\Phi }{d\varepsilon }}\right|_{\varepsilon =0}=\int _{x_{1}}^{x_{2}}\left.{\frac {dL}{d\varepsilon }}\right|_{\varepsilon =0}dx=0\,.}
بأخد المشتقة الكاملة ل L[x, y, y ′] , حيث ان y = f + ε η و y ′ = f ′ + ε η′ هم دوال في ε وليس x
{\displaystyle {\frac {dL}{d\varepsilon }}={\frac {\partial L}{\partial y}}{\frac {dy}{d\varepsilon }}+{\frac {\partial L}{\partial y'}}{\frac {dy'}{d\varepsilon }}}
وبما ان dy /dε = η و dy ′/dε = η' 
{\displaystyle {\frac {dL}{d\varepsilon }}={\frac {\partial L}{\partial y}}\eta +{\frac {\partial L}{\partial y'}}\eta '} .
لذلك
{\displaystyle {\begin{aligned}\int _{x_{1}}^{x_{2}}\left.{\frac {dL}{d\varepsilon }}\right|_{\varepsilon =0}dx&=\int _{x_{1}}^{x_{2}}\left({\frac {\partial L}{\partial f}}\eta +{\frac {\partial L}{\partial f'}}\eta '\right)\,dx\\&=\int _{x_{1}}^{x_{2}}\left({\frac {\partial L}{\partial f}}\eta -\eta {\frac {d}{dx}}{\frac {\partial L}{\partial f'}}\right)\,dx+\left.{\frac {\partial L}{\partial f'}}\eta \right|_{x_{1}}^{x_{2}}\\\end{aligned}}}
حيث ان L[x, y, y ′] → L[x, f, f ′] عندما تكون ε = 0 و لذلك استعملنا التكامل بالأجزاء . أخر حد اختفى بسبب ان η = 0 عند x1 و x2 من التعريف . أيضا، كما ذكر من القبل أن الجانب الأيسر من المعادلة يساوي الصفر لذلك
{\displaystyle \int _{x_{1}}^{x_{2}}\eta \left({\frac {\partial L}{\partial f}}-{\frac {d}{dx}}{\frac {\partial L}{\partial f'}}\right)\,dx=0\,}
من النظرية الأساسية لحساب التفاضل والتكامل من الاختلافات يكون التكامل بين القوسين يساوي الصفر
وهي التي يطلق عليها معادلة يولر-لاغرانج . الجزء الأيسر من النعادلة يطلق عليه المشتقة الوظيفية ل J[f] ويعبر عنها δJ/δf(x) .
بشكل عام يكون الناتج معادلة تفاضلية اعتيادية التي يمكن حلها للحصول على الدالة القصوى  f(x) . . معادلة لاغرانج ضرورية ولكن ليست كافية للحصول على النقاط القصوى ل J[f] . الشروط الكافية تم مناقشتها في المراجع.